# 1988년 동계 패럴림픽
1988년 동계 패럴림픽(영어: 1988 Winter Paralympics, IV Paralympic Winter Games, 독일어: Winter-Paralympics 1988)은 오스트리아 인스브루크에서 1988년 1월 17일부터 1월 24일까지 개최된 동계 패럴림픽이다.

## 참가국
1988년 동계 패럴림픽에 참가한 국가는 총 22개국이다. 소련 1개국이 처음으로 동계 패럴림픽에 참가하였다.
| - 오스트레일리아 - 오스트리아 (개최국) - 벨기에 - 캐나다 - 덴마크 - 핀란드 - 프랑스 - 서독 - 영국 - 이탈리아 - 일본 | - 네덜란드 - 노르웨이 - 뉴질랜드 - 폴란드 - 스페인 - 스웨덴 - 스위스 - 체코슬로바키아 - 소련 - 미국 - 유고슬라비아 |

## 종목
- 바이애슬론
- 아이스슬레지
- 알파인스키
- 크로스컨트리

## 메달 집계
| 순위 | 국가       | 금메달 | 은메달 | 동메달 | 합계 |
| ---- | ---------- | ------ | ------ | ------ | ---- |
| 1    | 노르웨이   | 25     | 21     | 14     | 60   |
| 2    | 오스트리아 | 20     | 10     | 14     | 44   |
| 3    | 서독       | 9      | 11     | 10     | 30   |
| 4    | 핀란드     | 9      | 8      | 8      | 25   |
| 5    | 스위스     | 8      | 7      | 8      | 23   |
| 6    | 미국       | 7      | 17     | 6      | 30   |
| 7    | 프랑스     | 5      | 5      | 3      | 13   |
| 8    | 캐나다     | 5      | 3      | 5      | 13   |
| 9    | 스웨덴     | 3      | 7      | 5      | 15   |
| 10   | 이탈리아   | 3      | 0      | 6      | 9    |
| 11   | 스페인     | 1      | 2      | 1      | 4    |
| 12   | 폴란드     | 1      | 1      | 6      | 8    |
| 13   | 뉴질랜드   | 0      | 1      | 0      | 1    |
| 14   | 일본       | 0      | 0      | 2      | 2    |
| 14   | 소련       | 0      | 0      | 2      | 2    |
| 합계 | 합계       | 96     | 93     | 90     | 279  |

## 같이 보기
- 1988년 동계 올림픽
- 1988년 하계 패럴림픽